# Albert II de Vermandois
Pour les articles homonymes, voir Albert II.
Albert II de Vermandois, né vers 985, mort entre 1015 et 1017, fut comte de Vermandois de la mort de son père (entre 993 et 1002) à 1010. Il était fils d'Herbert III, comte de Vermandois, et d'Ermengearde.
Le 15 juillet 1010, il renonce au comté en faveur de son frère Otton de Vermandois.